# Białe Błoto (Stary Dzierzgoń)
Białe Błoto – przysiółek wsi Stary Dzierzgoń w Polsce, położony w województwie pomorskim, w powiecie sztumskim, w gminie Stary Dzierzgoń, przy drodze wojewódzkiej nr 515. Przysiółek wchodzi w skład sołectwa Stary Dzierzgoń.
W latach 1975–1998 przysiółek administracyjnie należał do województwa elbląskiego.
W roku 1973 jako kolonia Biało Błoto należało do powiatu morąskiego, gmina i poczta Stary Dzierzgoń.